# کسل راک انترتینمنت
کسل راک اینترتینمنت (انگلیسی: Castle Rock Entertainment) یک شرکت فیلم‌سازی آمریکایی است که در سال ۱۹۸۷ به وسیله مارتین شفر، راب رینر، اندرو شینمن، گلن پدنیک و آلن هورن تأسیس شد. این شرکت یکی از شرکت‌های تابعه برادران وارنر است.

## فیلم‌شناسی

### دهه ۱۹۸۰
- مردم زمستانی
- وقتی هری سالی را دید…

### دهه ۱۹۹۰
- سالار مگس‌ها (فیلم ۱۹۹۰)
- روح سال ۷۶
- خواهر برادری (فیلم)
- میزری (فیلم)
- حقه‌بازان شهر
- دیر وقت برای شام
- سال دنباله دار
- ماه عسل در وگاس
- آقای شنبه شب
- چند مرد خوب
- آموس و اندرو
- در خط آتش
- موارد ضروری
- عناد (فیلم)
- جاش و سام (فیلم)
- حقه بازان شهر ۲: افسانه طلای کرلی
- لیگ بزرگ کوچک
- شمال (فیلم ۱۹۹۴)
- بارسلونا (فیلم)
- رستگاری در شاوشنک
- پیش از طلوع
- برای بهتر یا بدتر (فیلم)
- دولورس کلیبورن (فیلم)
- پاریس را فراموش کن
- فراتر از رنگون
- اداره کشور
- رئیس‌جمهور آمریکا (فیلم)
- اتلو (فیلم ۱۹۹۵)
- دراکولا: مرده و دوستدار آن
- در چله سرد زمستان (فیلم)
- تالار شهر (فیلم ۱۹۹۶)
- ستاره تنها (فیلم)
- رقص برهنه (فیلم)
- آلاسکا (فیلم ۱۹۹۶)
- کوره اسپیت فایر
- اقدامات شدید
- ارواح میسیسیپی
- هملت (فیلم ۱۹۹۶)
- چند پسر مادر
- منتظر گافمن
- حومه شهر (فیلم)
- قدرت مطلق (فیلم)
- تأثیر صفر
- پالمتو (فیلم)
- غول من
- انگور های شور (فیلم ۱۹۹۸)
- آخرین روزهای دیسکو
- میکی زاغه
- داستان ما (فیلم)
- مسیر سبز

### دهه ۲۰۰۰
- طعمه (فیلم ۲۰۰۰)
- بهترین در نمایش (فیلم)
- روح از دست رفته
- دلیل زندگی
- دختر شایسته اخلاق (فیلم)
- قلب ها در آتلانتیس (فیلم)
- مجستیک (فیلم)
- قتل با اعداد
- دریای سالتون (فیلم ۲۰۰۲)
- ماجراهای پلوتو نش
- مهلت دو هفته‌ای
- جک کانگورو
- به دنبال رؤیا
- یک باد توانا
- رشک (فیلم ۲۰۰۴)
- پیش از غروب
- قطار سریع‌السیر قطبی
- جک کانگورو: سلام آمریکا!
- دختر شایسته اخلاق ۲: مسلح و شگفت‌انگیز
- محض اطلاع (فیلم)
- موسیقی و ترانه
- شکست (فیلم ۲۰۰۷)
- در سرزمین زنان
- بدون رزرو
- مایکل کلیتون
- کارآگاه (فیلم ۲۰۰۷ انگلیسی)
- فهرست آرزوها (فیلم)
- نظریه آشوب (فیلم)
- درباره مورگان شنیدی؟

### دهه ۲۰۱۰
- تلنگر (فیلم ۲۰۱۰)
- سریع‌تر (فیلم ۲۰۱۰)
- دوستی با مزایا (فیلم)
- جادوی بل آیل
- پیش از نیمه‌شب
- این نیز بگذرد (فیلم)
- بازنویسی (فیلم)
- چارلی بودن (فیلم)
- ال.بی.جی
- شوک و ترس (فیلم)